# احتجاجات الإكوادور عام 2022
سلسلة من الاحتجاجات ضد السياسات الاقتصادية لرئيس الإكوادور غويلرمو لاسو، أثارها ارتفاع أسعار الوقود والمواد الغذائية، وبدأت بتاريخ 13 يونيو عام 2022. انضم طلاب وعمال تأثروا بزيادة الأسعار تلك إلى الاحتجاجات التي بدأها وحضرها بشكل أساسي ناشطون من السكان الاصليين، وبشكل خاص اتحاد القوميات الأصلية في الإكوادور (كوناي). استنكر الرئيس لاسو الاحتجاجات ووصفها بأنها محاولة انقلاب ضد حكومته.
أعلن لاسو حالة الطوارئ نتيجة الاحتجاجات. أغلق المحتجون المخارج والمداخل والموانئ في كويتو غواياكيل، حدث نتيجة ذلك نقص في الوقود والغذاء في جميع أنحاء البلاد. انتقد لاسو لسماحه بحدوث ردود فعل عنيفة وقاتلة تجاه المحتجين. نجا الرئيس بصعوبة من سحب الثقة في تصويت للجمعية الوطنية في 29 يونيو: صوت 81 نائب لصالح سحب الثقة منه و42 نائب ضد ذلك، وامتنع 14 عن التصويت؛ كان مطلوبًا 92 صوت لتحقيق ذلك.

## التسلسل الزمني
قاد الاحتجاج، الذي نبع من «الاستبعاد الاجتماعي الهيكلي للشعوب الأصلية في الإكوادور» ومن ارتفاع الأسعار، اتحاد القوميات الأصلية في الإكوادور (كوناي)، ومجموعات من الطلاب والعمال.
بدأت الاحتجاجات في 13 يونيو عام 2022 عندما سارت نحو عاصمة البلاد في كيتو، وبدأت تزداد عنفًا. في 14 يونيو، اعتقلت الشرطة الوطنية ليونيداس إيزا، رئيس اتحاد القوميات الأصلية (كوناي)، في لاتاكونغا كانتون، مما أدى إلى تصعيد الاحتجاجات. رغم أن مؤيديه وصفوا هذا الاعتقال بأنه غير قانوني، فقد حكم أحد قضاة الإكوادور بأنه اعتقال قانوني، وأطلق سراحه في اليوم نفسه بسبب اتخاذ تدابير بديلة.
في 15 يونيو، وصل المحتجون إلى جنوب كيتو، وانضم الطلاب، بشكل أساسي طلاب جامعة كوينكا، فيما بعد إلى الاحتجاجات. في اليوم نفسه، انضم أعضاء اتحاد عمال النقل في كيتو إلى الاحتجاجات بسبب ارتفاع أسعار الوقود. في اليوم التالي، بدأ المحتجون في قطع الطرقات ونقاط الدخول إلى كيتو ومدن أخرى مثل كوينكا، ولاتاكونغا، وأمباتو، وتولكان، وإيبارا وريوبامبا. وردت تقارير عن نقص في الغاز بالقرب من نهر الأمازون وسفوح الجبال.
في 17 يونيو، أعلنت وزارة التعليم عن إغلاق الفصول الدراسية الشخصية في أنحاء البلاد وانتقلت إلى الفصول الدراسية الافتراضية بسبب الاضطرابات العنيفة. في اليوم نفسه، تمكن المحتجون من السيطرة على حكومتي مقاطعتي باستازا ومورونا-سانتياغو بعد اختراقهم حواجز الشرطة، في حين قدم اتحاد كوناي شكوى رسمية لوزارة العدل ضد حكومة لاسو بسبب اعتقال إيزا في 14 يونيو. بعد عدة ساعات، تحولت المواجهة بين الشرطة والمتظاهرين إلى أعمال عنف في مقاطعة شيمبورازو حيث أصيب نحو 40 شخصًا بجروح، 12 منهم جروحهم خطيرة. في الليلة ذاتها، فرض الرئيس لاسو حظر تجول في كيتو، وسمح أيضًا لمسؤولي الشرطة في مقاطعات بيتشينتشا وكوتوباكسي وإمبابورا باستخدام القوة المميتة.
بعد خمسة أيام من بدء الاحتجاجات في 18 يونيو، أعلن الرئيس لاسو حالة الطوارئ وألغى القيود المفروضة على المعلومات عن الاحتجاجات على وسائل التواصل الاجتماعي. من ناحية ثانية، أعلنت حكومة لاسو بعد عدة ساعات عن «مسيرة سلام» وأعلنت انتصارها على المحتجين، لكن لاسو تراجع عن هذا التصريح لاحقًا. قوبل مرسوم حالة الطوارئ التي أعلن لاسو عنها بالانتقاد داخل الجمعية الوطنية، وطلب أعضاء الجمعية في النهاية إلغاء حالة الطوارئ.
في اليوم نفسه، تعرض إيزا رئيس كوناي لمحاولة اغتيال أثناء زيارته لاتاكونغا. خلال الاحتجاجات، تهكرت العديد من مواقع وكالات الأخبار الإكوادورية على يد محتجين محليًا ودوليًا مثل ألمانيا والولايات المتحدة. في 19 يونيو، قال قادة الاحتجاجات من السكان الأصليين في مقاطعة أمباتو، إنهم سيقطعون إمدادات المياه عن المقاطعة إذا لم ينضم المواطنون لدعم الاحتجاجات، لكن بعد يومين قطعت المياه بسبب التلوث من النفط المحروق.
بحلول 20 يونيو، انضم طلاب من جامعة الإكوادور المركزية وأعضاء اتحاد عمال النقل من كوينكا إلى الاحتجاجات وشاركوا في حصار كوينكا. في ذلك اليوم، خاطب لاسو الأمة قائلًا إن الاحتجاجات تهدف إلى إبعاده عن السلطة وأعلن حالة طوارئ جديدة حظر فيها الاجتماعات في المناطق العامة، ولكنه رحب بالاحتجاجات السلمية. انتقدت الجمعية الوطنية إعلان لاسو لحالة الطوارئ الجديدة وعقدت اجتماعًا لإبطالها. بعد عدة ساعات، عندما اجتمع المحتجون في كيتو، فجر مسؤولو الشرطة 25 قنبلة بالقرب من مركبات كارافان تحمل المحتجين مما أدى إلى إصابة شخصين.
في 21 يونيو، أغلق المحتجون موانئ نقل المواد الغذائية في غواياكيل مما أدى إلى نقص في الأغذية. بدأ محققو الشرطة ومسؤولو وزارة الصحة تحقيقًا ضد المحتجين في أمباتو، وقالوا إن المحتجين تسببوا بتلويث مياه الشرب من خلال سكب النفط المحترق في المخازن. في اليوم نفسه، أدانت وارة الدفاع الاحتجاجات وقالت إن «الديمقراطية في الإكوادور في خطر كبير». بدأ مسؤولو الشرطة بتفجير قنابل في الجامعات القريبة في غواياكيل وكيتو ردًا على الاحتجاجات التي يقودها الطلاب.
في 22 يونيو، أعلن مسؤولو كوناي إقرار قائمة بمطالبهم من أجل بدء المحادثات مع حكومة لاسو. أفاد مسؤولون حكوميون بصحة ذلك وقالوا إنهم سيبدؤون عملية مراجعة قائمة مطالب كوناي. في اليوم التالي، بدأ مسؤولون وزاريون يبحثون من سيتوسط المحادثات بين كوناي والمسؤولين الحكوميين مع إعلان تمديد لاسو لحالة الطوارئ. في 23 يونيو، تسببت اشتباكات عنيفة بين مسؤولين عسكريين ومحتجين في سان أنطونيو دي بيتشينتشا بإصابة 17 جندي بجروح خطيرة، وتدمير ثلاث شاحنات عسكرية ومقتل أحد المحتجين. في الليلة نفسها، نظمت احتجاجات مضادة في كيتو تصف إيزا بأنه «إرهابي» وتتهم الرئيس السابق رافاييل كوريا بتمويل الاحتجاجات.
في 24 يونيو، اقتحم المحتجون السفارة المصرية في كيتو وأطلقوا عدة قنابل. في اليوم نفسه، سيطر المحتجون على مكتب حاكم كوتوباكسي وعينوا «حاكمًا للشعب» في المقاطعة. في اليوم التالي، بدأت الاحتجاجات تخف في كيتو بعد طلب إيزا من المحتجين بالسماح بدخول المنتجات الغذائية إلى المدينة لإطعام المحتجين الجائعين. سجل مسؤولون في الشرطة في كويتو 3823 حالة اضطرابات إلى جانب 138 حالة اعتقال في المدينة بين 13 يونيو و25 يونيو.
في 26 يونيو، أعلن لاسو تخفيض أسعار الوقود عشرة سنتات. في اليوم التالي، انتقد كوناي تخفيض لاسو لأسعار الوقود واعتبره غير كاف، وأعلن عن اعتزامه الاجتماع بالمنظمين على مستوى القواعد الشعبية في رد رسمي. في 28 يونيو، نشب اشتباك عنيف بين جنود ومحتجين في محافظة سوكومبيوس بسبب نقل 17 ناقلة وقود أدى إلى مقتل جندي واحد. بعد عدة ساعات، أدان لاسو إيزا وقال إنه سيجتمع معه لإجراء محادثة رسمية لإنهاء الاحتجاجات. ردًا على ذلك، وصف كوناي لاسو بأنه «زعيم استبدادي» وقال إنه سيكون مسؤولًا عن إنهاء المحادثات المحتملة لإنهاء الاحتجاجات. أدان رئيس الجمعية الوطنية لاسو بسبب عدم عقده لمحادثات السلام وأصر على أن هذا هو الإجراء الوحيد لإنهاء الاحتجاجات. في الليلة نفسها، استؤنفت محادثات سحب الثقة ضد لاسو في الجمعية الوطنية، لكنها فشلت لأن 80 عضوًا في الجمعية صوتوا لصالح عزل لاسو، وهو عدد أقل من الأصوات اللازمة للإطاحة به من السلطة وهي 92 صوتًا.
في 29 يونيو، حاول المحتجون في مقاطعة مورونا-سانتياغو الإطاحة بحاكم المقاطعة من خلال احتجاز مدير المقاطعة. بعد عدة ساعات، أعلن فريدي فيلاموغا حاكم مورونا سانتياغو عن استقالته كجزء من المفاوضات مع المحتجين لتحرير الرهائن، مثل مدير المقاطعة. في الليلة نفسها، أعلن لاسو حالة طوارئ جديدة في مقاطعات إمبابورا وأزواي، وسوكومبيوس وأوريلانا.
اشتهرت الاحتجاجات بسبب النقص الوطني في الوقود والغذاء الذي نتج عنها، وبسبب التدابير العنيفة التي اتخذها المتظاهرون. هاجم المحتجون خلال الاحتجاجات مدنيين، وأحرقوا مراكز شرطة وبدأوا عمليات النهب في جميع أنحاء البلاد. تعود أسباب النقص إلى الحصارات التي فرضها المحتجون والتي خفضت من كمية المواد الغذائية والمنتجات التي تنقل من وإلى كويتو وغواياكيل. أجبرت العديد من الأسواق على الإغلاق بسبب الاحتجاجات العنيفة وارتفعت أسعار الأغذية نتيجة لذلك. اعتبر انعدام الأمن الداخلي الذي نتج عن الإدارة السابقة للينين مورينو دافعًا للاحتجاجات أيضًا.